# ویویان وو
ویویان وو (انگلیسی: Vivian Wu؛ زادهٔ ۵ فوریه ۱۹۶۶) یک هنرپیشه اهل جمهوری خلق چین است.
از فیلم‌ها یا برنامه‌های تلویزیونی که وی در آن نقش داشته است می‌توان به آخرین امپراتور، تأسیس جمهوری، لاک‌پشت‌های نینجای ۳ و کتاب بالش اشاره کرد.